# Aprendizagem por pares
Aprendizagem por pares é um método de aprendizagem no qual fins educacionais são obtidos por intermédio da interação entre estudantes.
A aprendizagem por pares sugere que as atividades educacionais sejam realizadas para facilitar ou incentivar as interações estudante-estudante, o que requer envolvimento de todos os participantes no planejamento e na realização de atividades. A palavra "par" indica indivíduos que são similares em posição, idade e interesses, sendo portanto, da mesma geração ou nível social ou etário.

## Metodologia
O aprendizado entre pares funciona atendendo a metodologia que se baseia em três princípios:
1. Empoderamento: Um grupo cresce com o desenvolvimento do potencial individual de seus participantes. É preciso valorizar e utilizar a experiência e o conhecimento de cada pessoa do grupo enquanto se respeita as diferenças de forma fundamental para se viver em sociedade.
2. Segurança: Estabelecer regras de convivência ao se iniciar as atividades buscando combinar algumas normas para que as discussões não percam o foco evita que comentários preconceituosos ou excludentes, além de julgamentos possam interferir no processo ensino-aprendizagem. Alem disso o desenvolvimento de mecanismos que permitam criar acordos sobre a divulgação de assuntos particulares ou que dizem respeito à dinâmica do grupo são tidas como boas técnicas de facilitação.
3. Participação: Encorajar a participação de todos nesse processo pode ser alcançada através do uso de uma ampla variedade de atividades de aprendizado. Muitos participantes desse processo se sentem mais confortáveis em discussões em pequenos grupos, mas apresentam alguma dificuldade em manifestar-se em grupos maiores.

## Tipos de programas educacionais
- Programas formais de educação;
- Programas de extensão;
- Educação de pares sob demanda ou por solicitação;
- Situação específica de educação de pares.